# آرتوش آساطوریان
آرتوش آساطوریان از مشهد بازیکن سابق فوتبال ایران است و سابقه ۳ بازی ملی در تیم ملی ایران را دارد.
وی عضو اولین تیم ملی فوتبال ایران در سال ۱۹۴۱ در بازی مقابل تیم ملی فوتبال افغانستان بوده است.